# Frédéric-Antoine-Marc d'Andlau
Pour les articles homonymes, voir Andlau (homonymie).
Frédéric-Antoine-Marc, comte d'Andlau, né le 15 avril 1736 à Hombourg en Alsace et mort le 20 juillet 1820, à Paris, est un militaire et homme politique français des XVIIIe et XIXe siècles.

## Biographie
François-Antoine-Henri d'Andlau naît le 15 avril 1736 à Hombourg. Il appartient à une vieille famille noble d'Alsace. 
Mestre de camp du régiment Royal-Lorraine cavalerie (1770) et chevalier de Saint-Louis (1771)), il franchit tous les grades militaires jusqu'à celui de maréchal de camp. Au commencement de la Révolution française, il portait toujours son grade de maréchal de camp et son titre de grand bailli d'épée, mais fut radié des cadres de l'armée par la République. 
Député, le 4 avril 1789, aux États généraux, par la noblesse du bailliage de Haguenau et Wissembourg, il prit parti pour le tiers état, et ne joua dans l'assemblée qu'un rôle effacé.
Il fut, dans la suite, président du district d'Huningue ; puis il renonça à la vie politique.
Le 7 août 1816, Louis XVIII le promut au grade de lieutenant-général ; il avait refusé, l'année d'avant, la présidence de l'assemblée électorale du Haut-Rhin.

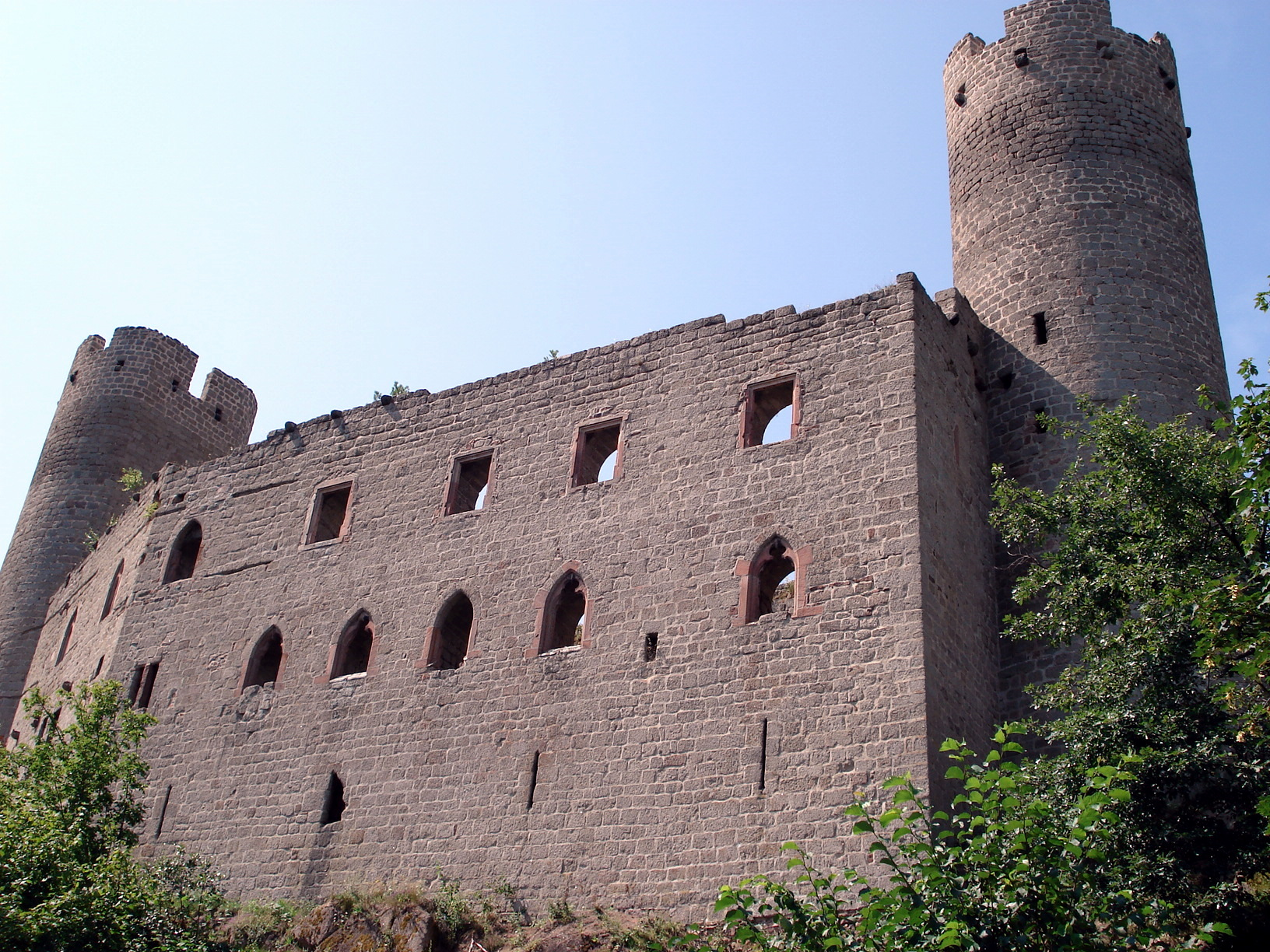
Le Haut-Handlau.

En 1818, il rachète les ruines du château d'Andlau qu'il sauve de la destruction.

## États de service
- Mestre de camp (colonel) du régiment Royal-Lorraine cavalerie (1770) ;
- Brigadier des armées du roi ;
- Maréchal de camp (avant 1789) ;
- Lieutenant-général honoraire (7 août 1816).

## Autres fonctions
- Député de la noblesse aux États généraux de 1789 ;
- Député à l'Assemblée constituante de 1789 ;

## Titres
- La famille d'Andlau avait pour titres :
  - Barons du Saint-Empire[3] (diplôme du 16 mars 1676) ;
  - Comtes[3] (lettres patentes du roi de France en 1750) ;
- Premier des « quatre chevaliers héréditaires du Saint-Empire romain[4] »;
- Comte d'Andlau, seigneur de Voré, de Remalard et de Feillet.

## Décorations
- Chevalier de Saint-Louis (1771).

## Armoiries
| Figure | Blasonnement |
|        | D'or, à la croix de gueules.. On trouve aussiAndlaw-Homburg : D'or, à l'aigle éployée de sable, becquée et membrée du champ, languée de gueules, portant sur sa poitrine un écusson d'or à la croix de gueules. Casque couronné. |

## Filiation

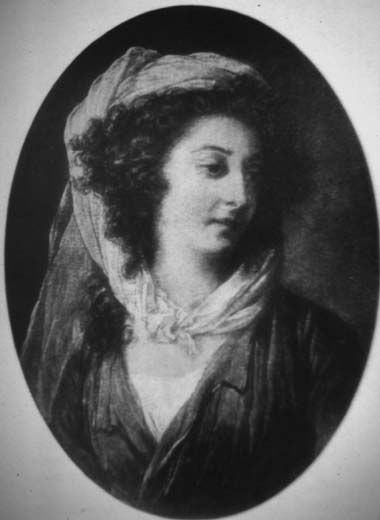
Geneviève Adélaïde Helvetius, comtesse d'Andlau (1754-1817), Élisabeth Vigée Le Brun.

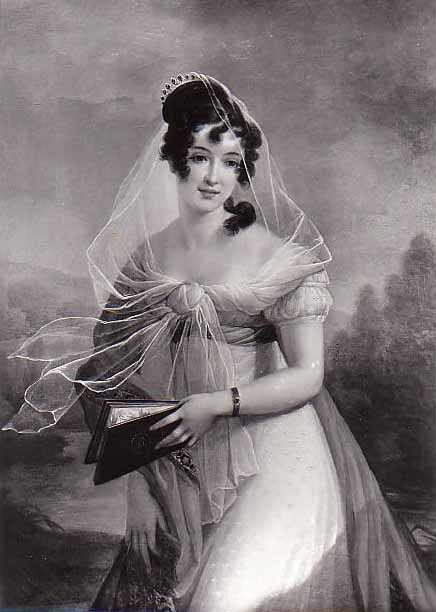
Henriette Geneviève d'Andlau (1774-1826), Élisabeth Vigée Le Brun.

Fils de François Eléonor (11 mars 1710 ✝ 24 juin 1763 - Paris), comte d'Andlau, marquis de Verderonne, lieutenant général des armées du roi, et de Marie Henriette de Polastron (vers 1716 ✝ 1792 - Paris), sous-gouvernante des Enfants de France (1735-1739), « dame pour accompagner » « Mesdames les Ainées » (Henriette et Adélaïde) de 1739 à 1746, François Antoine Henri épouse, le 27 septembre 1772 à Paris, Geneviève-Adélaïde Helvétius (26 janvier 1754 - paroisse Saint-Roch (Paris) ✝ 20 novembre 1817 - château de Voré, Remalard), fille de Claude-Adrien Helvétius (1715 ✝ 1711), philosophe, et Anne-Catherine de Ligniville (1722 ✝ 1800), salonnière. Ensemble, ils eurent :
1. Anne Catherine (9 juillet 1773 - Paris ✝ 3 février 1855 - Paris), mariée, en 1791 à Verderonne, avec Camille, comte d'Orglandes (1767 ✝ 1857), pair de France, dont postérité ;
2. Henriette Geneviève[6] (4 décembre 1774 - Paris ✝ 5 mai 1826 - Paris), mariée le 10 janvier 1790 avec Louis VI Le Peletier (1777 ✝ 1856), 1er marquis de Rosanbo, pair de France, dont postérité ;
3. Elisabeth Adélaïde Eléonore (16 juin 1777 - Paris ✝ au berceau) ;
4. Armand-Gaston-Félix (16 novembre 1779 - Paris ✝ 16 juillet 1860 - château de Verderonne), écuyer de Napoléon Ier[7], comte d'Andlau et de l'Empire, commandeur de la Légion d'honneur, marié, le 4 février 1823 à Nancy, avec Pauline Joséphine d'Hennezel de Gemmelaincourt (15 décembre 1804 - Nancy ✝ 26 janvier 1873 - château de Verderonne), dont :
  1. Joseph (1er janvier 1824 - Nancy ✝ janvier 1892 - Buenos Aires, Argentine), comte d'Andlau, général de brigade, officier d'ordonnance de Napoléon III, sénateur de l'Oise (1876-1888), marié, le 28 février 1860, avec Berthe Le Pelletier de Saint-Rémy (née en 1840), dont 
    1. Marie Pauline Anne Mathilde (née le 9 mai 1861) ;
    2. Blanche Marie Laurence (4 juin 1865 ✝ 31 janvier 1953), mariée, le 25 avril 1893, avec René de Sercey (1855 ✝ 1912), ministre plénipotentiaire, dont postérité ;

  2. Hélène Anne Charlotte (née le 14 juillet 1825), mariée, le 8 mai 1843 à Paris, avec Mathieu, 2e comte de Charrin, dont postérité ;
  3. Cécile Blanche (29 mars 1827 - Verderonne ✝ 1er décembre 1896 - Paris), mariée, le 30 avril 1850 à Paris (ou le 30 mai ?), avec Adolphe-Gustave, comte de Chanaleilles[8] (1809 ✝ 1873), général de brigade, commandeur de la Légion d'honneur ;
5. Jean-Stanislas (27 décembre 1783 - Paris ✝ 7 avril 1789) ;
6. Joseph Antoine Gothard[9] (né le 16 janvier 1784 - Hombourg (Haut-Rhin)), baron d'Andlau, capitaine au 7e régiment de hussards, Légionnaire (4 décembre 1813), puis officier de la Légion d'honneur (décret du 29 mai 1854),
7. Hardouin-Gustave (2 septembre 1787 - Paris ✝ 8 juin 1850 - Paris), 1er baron d'Andlau et de l'Empire (1810), maréchal de camp, écuyer de l'impératrice Joséphine (1810), député de l'Orne (1830-1831), marié, en septembre 1810, avec Aglaé Tourteau d'Orvilliers (1792 ✝ 15 mars 1868), fille de Jean-Louis Tourteau d'Orvilliers (28 janvier 1759 - paroisse Saint-Barthélémy, Paris ✝ 30 avril 1832 - Paris), comte d'Orvilliers (31 août 1817), marquis d'Orvilliers (25 juin 1822), seigneur d'Esbly, maitre des requêtes, conseiller d'État, pair de France (1815), dont :
  1. Henriette Cécile (15 décembre 1811 ✝ 28 février 1888 - château de Graville, Vernou-la-Celle-sur-Seine), comtesse d'Andlau, mariée, le 19 septembre 1831 à Tulle, avec Adolphe Louis Charles Alphonse Savary ( ✝ 1837), comte de Lancosme, capitaine commandant au 1er régiment de carabiniers, dont postérité ;
  2. Jean Richard Léonce (17 septembre 1815 ✝ 30 juin 1893), comte d'Andlau, conseiller général de l'Orne, marié le 14 décembre 1842, avec Aline Sophie Louise Laurence d'Orglandes (20 octobre 1823 ✝ 3 septembre 1871), fille d'Armand, comte d'Orglandes (1797 ✝ 1871), capitaine aux lanciers de la Garde royale, conseiller général de l'Orne, dont :
    1. Sophie Marie Suzanne, « dite Simone » (29 juin 1848 ✝ 1934 - Paris), mariée, le 4 septembre 1867, avec Albert, comte de Mun (1841 ✝ 1914), Député du Morbihan (1876-1878, 1881-1893), puis du Finistère (1894-1914), dont postérité ;
    2. Jean Camille Arnold (né le 17 septembre 1849 ✝ 1914), marié avec Marie Hélène de Chabrol de Chaméane, fille de François Gaspard de Chabrol-Chaméane, dont :
      1. un fils ;
      2. François Albert Jean (né le 9 octobre 1883 ✝ 1976), chevalier de la Légion d’honneur, Croix de guerre 1914-1918, marié avec Béatrix Pauline Albertine Marie le Marois (1893 ✝ 1989), arrière petite-fille du général d'Empire Jean Le Marois, petite-fille de Jules Polydore Le Marois (1802 ✝ 1870), député de la Manche, dont :
        1. Charles Antoine Marie François Richard Michel comte d'Andlau (Paris 1922 ✝ Paris 2019), marié à Nicole Marie Odette Thierry  d’Argenlieu (Paris 1928 ✝ Boulogne-Billancourt 2011), dont postérité[10].
        2. Une fille
        3. Othenin d'Andlau de Cléron d'Haussonville (né le 3 mars 1931), dit « le comte d'Haussonville », châtelain de Coppet, chevalier de la Légion d'honneur (promotion du 1er janvier 2007), marié avec Mlle de Salignac-Fénelon, dont postérité ;

    3. Geneviève (née le 29 septembre 1851) ;
    4. Anne Marie Gabrielle Antoinette (16 juin 1858 ✝ 15 juin 1907), mariée le 27 mai 1878, avec Pierre, comte Terray (1851 ✝ 1925), maire de Barbentane, conseiller général des Bouches-du-Rhône, dont postérité.

La descendance de Frédéric-Antoine-Marc d'Andlau compte parmi les familles subsistantes de la noblesse française et d'Empire.

## Pour approfondir